# Mayapan
Mayapan (en espagnol Mayapán) est un site maya précolombien qui se situe dans le Yucatán, au Mexique, à quelque 40 km au sud-est de Mérida et à 100 km à l'ouest de Chichén Itzá. Fondée dès 1050, Mayapan était la capitale politique des Mayas dans la péninsule du Yucatan de la fin des années 1220 jusque dans les années 1440.

## Histoire

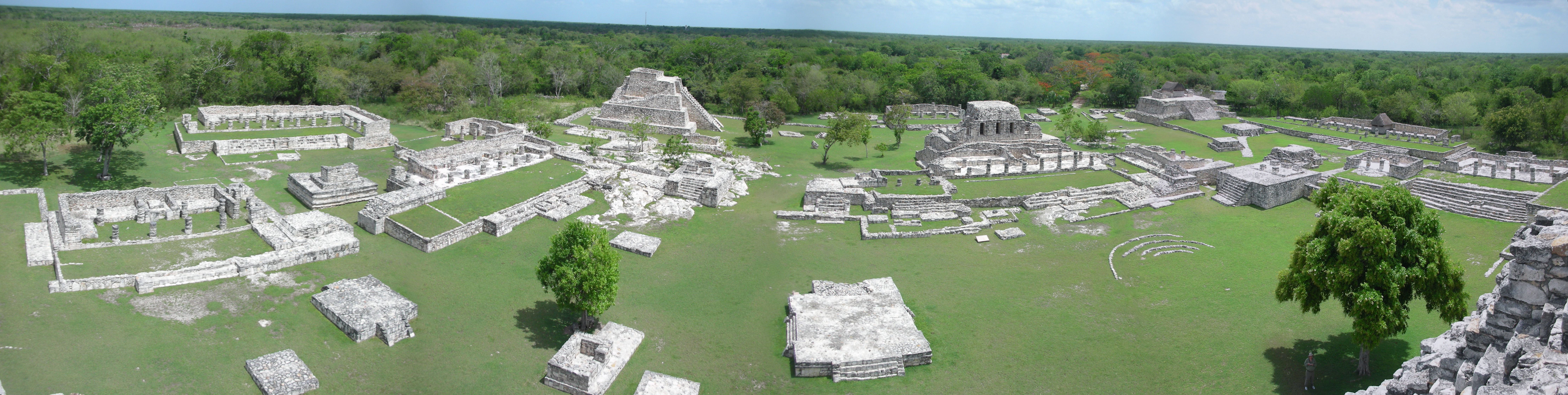
Vue panoramique du temple de Kukulcan

En 1221, les Mayas se révoltent contre les seigneurs Mayas-Toltèques de Chichén Itzá. Après une courte guerre civile, les seigneurs de plusieurs villes et familles importantes se réunissent pour restaurer un pouvoir central dans le Yucatán. Il est alors décidé de construire une nouvelle capitale près de la ville de Telchaquillo (es), ville du général Hunac Ceel (es) qui a battu les administrateurs de Chichén Itzá. Cette nouvelle ville est construite à l'intérieur d'un mur défensif et est appelée « Mayapan », ce qui signifie « étendard du peuple Maya ». Le chef de la famille Cocom (en), une famille riche et ancienne qui a pris part à la révolte contre Chichén Itzá, est choisi comme roi, mais chaque famille noble ou chaque seigneur local envoie des membres de sa famille à Mayapan pour faire partie du gouvernement. Cet arrangement dure plus de 200 ans.
Une autre version est donnée dans une chronique maya de la période coloniale selon laquelle Mayapan serait contemporaine de Chichén Itzá et Uxmal et qu'elle se serait alliée avec celles-ci, mais les fouilles archéologiques donnent cette version comme moins vraisemblable. En 1441, Ah Xupan, issu d'une puissante famille noble de Xiu, éprouve du ressentiment envers les dirigeants Cocom et organise une révolte. Celle-ci entraîne la mort de la plupart des membres de la famille Cocom, Mayapan est pillée, incendiée et abandonnée. Le Yucatán entre dans une période de guerre entre villes-États.

## Description du site

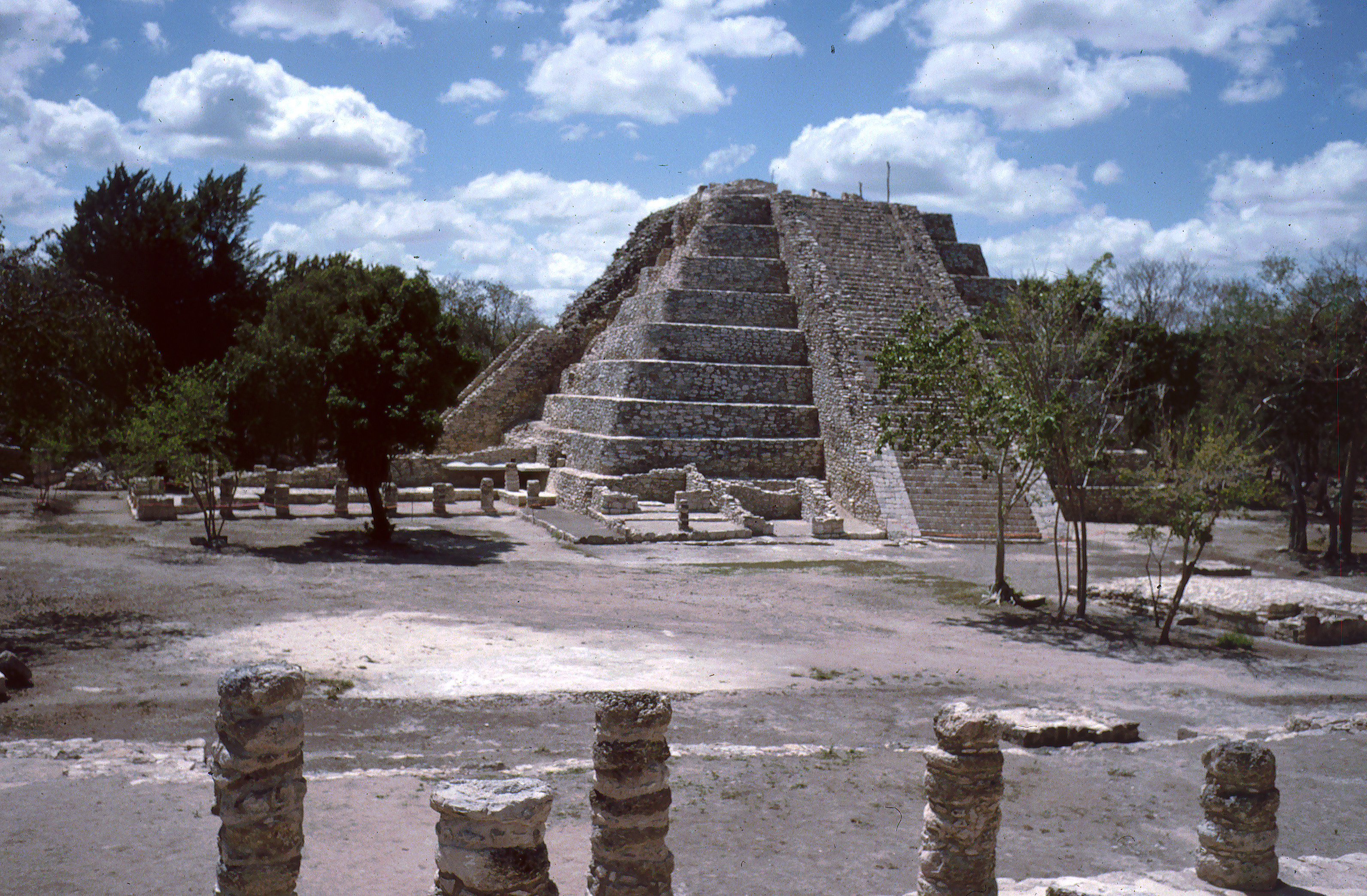
Le Castillo

Le site archéologique de Mayapan occupe une superficie de 4 km2 à l'intérieur d'une enceinte de 8 km de long et de 2 m de haut, protégeant quelque 600 structures, pour la plupart résidentielles. On pense que Mayapan abritait entre 6 000 et 15 000 personnes. 
Aujourd'hui, le site de Mayapan est loin d'être un des sites maya les plus impressionnants. Ceci est dû en partie au fait qu'à la fin de la révolte, tous les bâtiments ainsi que leurs fondations ont été brûlés et détruits. Cependant, Mayapan n'a jamais atteint le niveau architectural de Chichen Itza ou Uxmal. Une pyramide centrale est une version plus petite du « Castillo » de Chichen Itza, il y avait aussi quelques temples de taille modérée et un palais (dont existent seulement les fondations). De plus, Mayapan avait une architecture publique réduite.

## Histoire moderne
Le site n'avait jamais été complètement oublié. John Lloyd Stephens et Frederick Catherwood eurent vent de son existence lors de leur périple au Yucatan en 1842 et le visitèrent brièvement. Sylvanus Morley le visita à son tour au XXe siècle, mais ce n'est qu'au cours des années 1950 que la Carnegie Institution y mena cinq saisons de véritables fouilles archéologiques.   En 2001, de nouvelles fouilles ont été lancées sous la direction du « Grinnell College ».

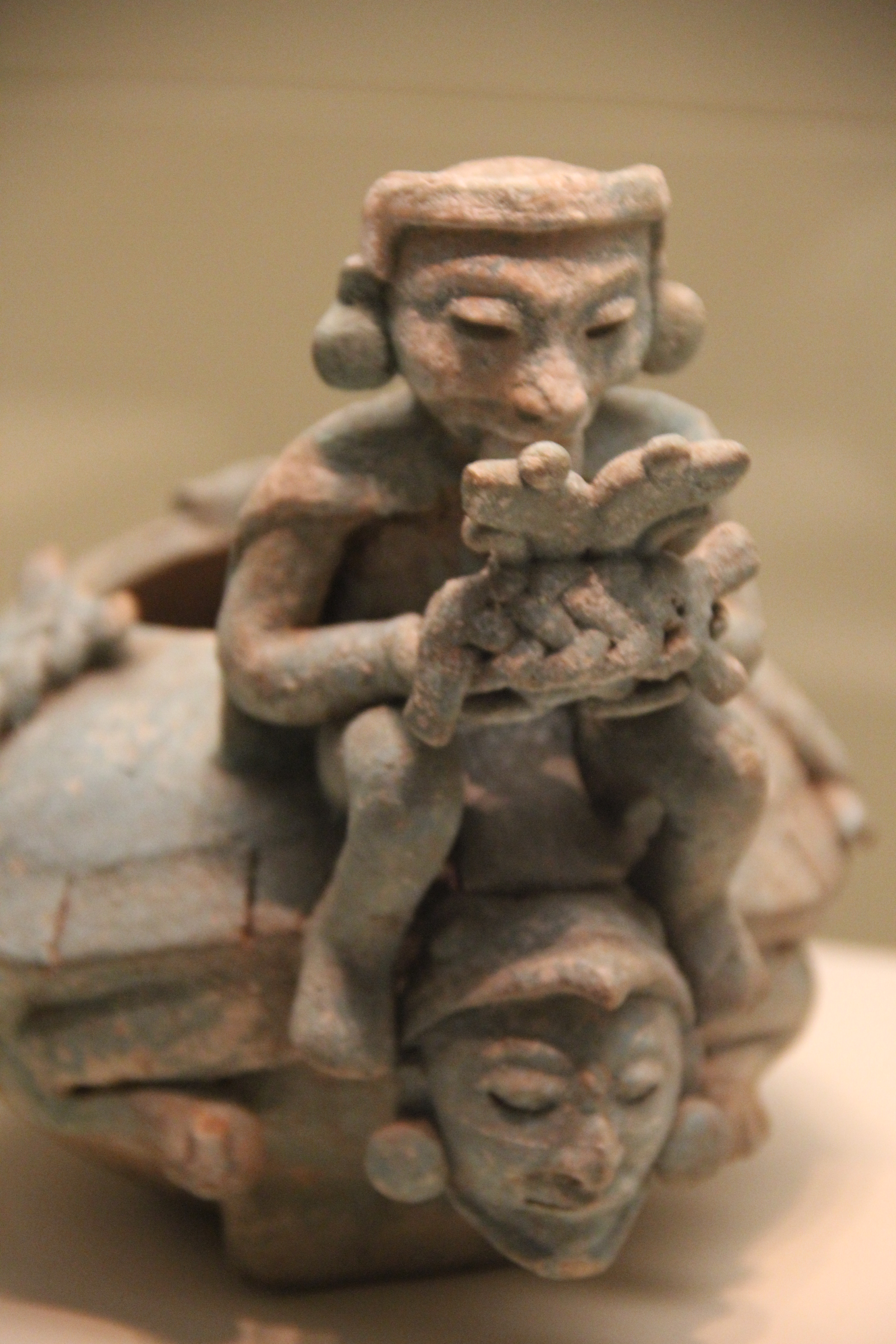
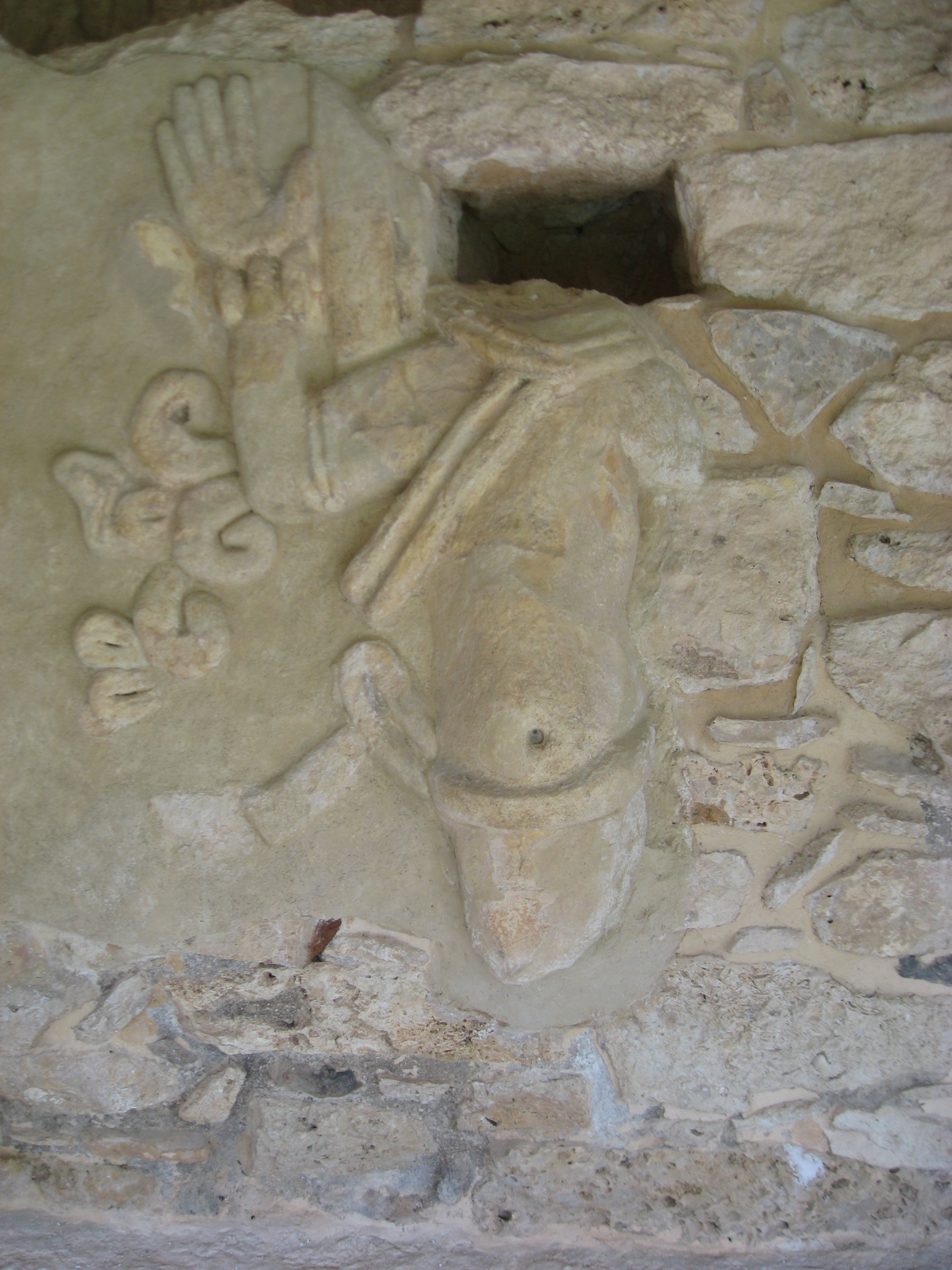
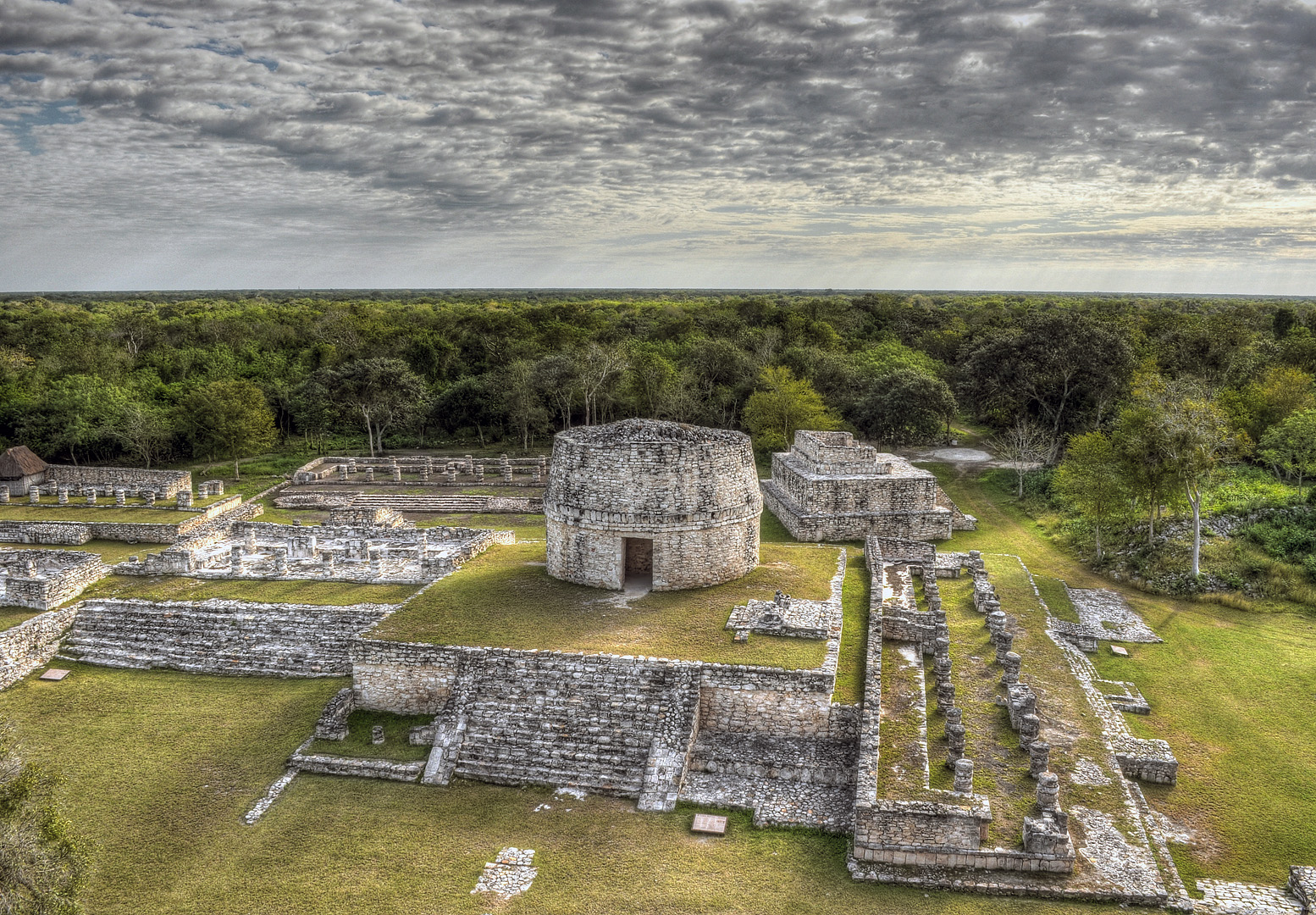